# أوباربيلا ذات لونين
أوباربيلا ذات لونين (الاسم العلمي: Oparbella bicolor) هو نوع من العناكب الجملية من فصيلة السلبوغية.

## مناطق التواجد
هذا النوع متوطن في تونس.

## المنشور الأصلي
- رويور (1934): Solifugae، Palpigradi، Klassen und Ordnungen des Tierreichs، 5 Arthropoda IV Arachnoidea، المجلد 5، الصفحات 481–723 (النص الكامل).

## روابط خارجية
- (بالإنجليزية) مصدر دليل الحياة: Oparbella bicolor Roewer, 1934.
- (بالفرنسية) مصدر نظام المعلومات التصنيفية المتكامل: Oparbella bicolor Roewer, 1934.
- (بالإنجليزية) مصدر على تصنيف Hallan.